# Gaston-Laurent Cœurdoux
Gaston-Laurent Cœurdoux nasceu em 18 de dezembro de 1691 em Bourges (França) e morreu em 15 de junho de 1779 em Pondicheri (Índia francesa), foi um padre francês, jesuíta, indianista e missionário no sul da Índia.

## Biografia

### Anos de formação
Coeurdoux entrou no noviciado jesuíta em 1715, foi ordenado sacerdote em 1725 e fez a profissão religiosa perpétua, como jesuíta, em 1731, em Orleans. Logo após ele partiu para a Índia,  a Missão Madurai (atualmente Tâmil Nadu, no sul da Índia), aonde chegou em 1732.

### Missionário e Superior
Coeurdoux primeiramente estudou a língua telugu, uma importante língua do grupo dravidiano, para trabalhar na região do atual Andhra Pradesh, precisamente em Krishnapuram, Bukkapuram, Darmavaram e Madigubba (de 1736 a 1737). Em 1737, por motivos de saúde, teve de voltar e permanecer em Pondicheri.
Ele foi o superior da missão de Karnataka de 1744 a 1751 enquanto cuidava dos católicos de Tamil de Pondicheri. Como superior, ele teve de fazer cumprir, com relutância, a instrução muito restritiva do Papa Bento XIV (12 de setembro de 1744) para com os "Ritos do Malabar ”. Convencido da importância da vida contemplativa, ele reuniu algumas jovens de Tamil e com elas fundou um convento carmelita em 1748.

### Indianista
Coeurdoux é mais conhecido hoje como um indianista. Com talento para as línguas, ele compôs um dicionário télugo-francês-sânscrito, que ainda é oficial. Discípulo do filólogo jesuíta Jean Calmette, que conheceu pessoalmente na Índia, ele se interessou particularmente em linguística comparada: Max Müller dirá que ele é o pai da filologia comparada. Ele permaneceu em contato com os indianistas franceses; Abraham Hyacinthe Anquetil-Duperron, Joseph Nicolas de l'Isle, e em um Memoir enviado em 1767 para a Académie des inscriptions et belles-lettres ele expôs as afinidades existentes entre o sânscrito, latim, grego e mesmo alemão e russo. No Mémoire, Cœurdoux compara o sânscrito com o grego e o latim e aponta ligações etimológicas, fonéticas e gramaticais; uma semelhança que ele atribui "ao comércio, à ciência, à vizinhança de países, à religião, à dominação, a uma origem comum ou a uma combinação dessas causas". A maioria dos pesquisadores de língua inglesa, entretanto, atribuem erroneamente a autoria da hipótese de uma origem comum a uma carta entregue à Sociedade Asiática de Calcutá por William Jones em 1786.
Suas observações foram compiladas e publicadas posteriormente por outros na Europa; ele nunca mais voltou ao seu país natal. Anquetil-Duperron teve um capítulo inteiro publicado após a Revolução Francesa. Jean-Antoine Dubois também as utilizou, passando-as para a Companhia Inglesa das Índias Orientais em Madras "como sendo seu próprio trabalho"(1808). Só recentemente a verdadeira história foi apresentada, graças às obras de Godfrey e Sylvia Murr (ver bibliografia), em particular sobre a autoria da descoberta da ligação entre o sânscrito e as línguas europeias antigas.             

## Obras
- Mœurs et coutumes des Indiens, édité par N. J. Desvaulx, 1777

### Artigos relacionados
- Missão Jesuíta em Madurai
- Jean-Antoine Dubois
- Abraham Hyacinthe Anquetil-Duperron
- Paulinus de Saint Bartholomé
- Johann Ernst Hanxleden
- Viajantes estrangeiros na Índia